# Karl Günter Werber
Karl Günter Werber (* 3. Dezember 1929; † 25. Oktober 2013) war ein deutscher Germanist, Buchhändler und Heimatforscher, der sich mit der Geschichte seiner Heimatstadt Bad Honnef beschäftigte.

## Leben
Werber besuchte das Realgymnasium (heutiges Siebengebirgsgymnasium) in seiner Heimatstadt Honnef und legte dort 1951 sein Abitur ab; einer seiner Lehrer war dort der Heimatforscher August Haag. Anschließend studierte er Germanistik an der Universität Bonn. Dort wurde er 1959 mit einer Arbeit über das Werk von Stefan Andres zum Dr. phil. promoviert. 1972 übernahm Werber nach dem Tod seines Vaters in dritter Generation die 1887 von seinem Großvater gegründete Buchhandlung im elterlichen Haus Gutenberg. Unter seiner Leitung wurde das Angebot an Schreibwaren und Büroartikeln zu Gunsten von Fachliteratur und Belletristik reduziert; zudem organisierte er Buchbesprechungen und Lesungen sowie eigene Vorträge zum Thema Heimatkunde. 2012 gab Werber die Buchhandlung auf und verkaufte das Haus Gutenberg.
Werber war zwischen 1952 und 1984 mehrfach ehrenamtlich als Sachkundiger Bürger im Kultur- und Büchereiausschuss des Stadtrates von Bad Honnef tätig. 1959 zählte er zu den Mitgründern des Kulturrings Bad Honnef und war dort über Jahrzehnte Finanzverwalter und Vorstandsmitglied. Zudem wirkte er 18 Jahre lang im Vorstand der Kirchengemeinde St. Johann Baptist. Über mehr als 50 Jahre war Werber Vorstandsmitglied des Heimat- und Geschichtsvereins Herrschaft Löwenburg e. V. Er ist Autor zahlreicher Bücher und Veröffentlichungen zur Stadtgeschichte.
2013 verstarb Werber nach schwerer Krankheit. Beigesetzt wurde er auf dem Alten Friedhof seiner Heimatstadt.

## Ehrungen
- 2000, 15. Dezember: Dankmedaille des Bürgermeisters[8]
- 2009, 3. Juli: Verdienstmedaille des Bundesverdienstkreuzes[9][10]

## Schriften
- Das Verhältnis von Persönlichkeitsentfaltung und Zeiterlebnis im Werk von Stefan Andres. Dissertation. Universität Bonn 1959.
- Das geistig-kulturelle Leben in Honnef – Früher und heute. In: August Haag (Hrsg.): Bad Honnef am Rhein. Beiträge zur Geschichte unserer Heimatgemeinde anläßlich ihrer Stadterhebung vor 100 Jahren. Verlag der Honnefer Volkszeitung, Bad Honnef 1962, S. 180–186.
- Kreuze am Weg (= Heimat- und Geschichtsverein „Herrschaft Löwenburg“ e. V.: Studien zur Heimatgeschichte der Stadt Bad Honnef, Heft 1). Bad Honnef 1968.
- Stadtsparkasse Bad Honnef (Hrsg.); Karl Günter Werber, Karl Heinz Seidel (Text): 75 Jahre Stadtsparkasse Bad Honnef am Rhein. Bad Honnef 1972.
- Stadt Bad Honnef (Hrsg.), Karl Günter Werber (Text): Bad Honnef im Bild. 1973.
- Alt Honnefer Bilderbuch. Dritte, stark erweiterte Auflage, Verlag der Buchhandlung Karl Werber, Bad Honnef 1983.
- Die Löwenburg in Sage und Dichtung. Verlag Buchhandlung Werber, Bad Honnef 1986.
- Heinz Firmenich (neu bearbeitet von Karl Günter Werber): Stadt Bad Honnef (= Rheinischer Verein für Denkmalpflege und Landschaftsschutz: Rheinische Kunststätten, Heft 12). 3., neu bearbeitete Auflage, Neusser Druckerei und Verlag, Neuss 1987, ISBN 3-88094-541-1.
- Bad Honnef am Rhein in alten Ansichten. Europäische Bibliothek, Zaltbommel 1989, ISBN 90-288-4861-4.
- Bad Honnef – das „Rheinische Nizza“. In: Rheinische Heimatpflege, Neue Folge, 27. Jahrgang, Heft 2 (April–Juni 1990), S. 97–103.
- Ein altes Rechtsdenkmal: Das „Hontes“ in Bad Honnef. In: Rhein-Sieg-Kreis, Der Oberkreisdirektor (Hrsg.): Jahrbuch des Rhein-Sieg-Kreises 1991, ISSN 0932-0377, Rheinlandia Verlag, Siegburg 1990, ISBN 3-925551-17-4, S. 107–110.
- Als Honnef „Sommerresidenz“ wurde. In: Jahrbuch des Rhein-Sieg-Kreises 1992, ISSN 0932-0377, Rheinlandia Verlag, Siegburg 1991, ISBN 978-3-92555-128-4, S. 145–150.
- Ein „Deutsches Eck“ am Siebengebirge? Geschichte und Geschichten von der Insel Grafenwerth. In: Jahrbuch des Rhein-Sieg-Kreises 1993. Siegburg 1992, ISBN 3-925551-41-7, S. 63–69.
- Georg Broel: Erinnerungen an einen rheinischen Maler. In Jahrbuch des Rhein-Sieg-Kreises 1994, Siegburg 1993, ISSN 0932-0377, S. 119–124.
- Von Kreuzen und Bäumen im Bad Honnefer Wald: Vergessene menschliche Schicksale und unheimliche Orte. In Jahrbuch des Rhein-Sieg-Kreises 1996, Siegburg 1995, ISSN 0932-0377, S. 41–46.
- Der Kursaal von Bad Honnef – vor 90 Jahren erbaut. In Jahrbuch des Rhein-Sieg-Kreises 1997, Siegburg 1996, ISSN 0932-0377, S. 39–47.
- Franz Josef Schneider († 1972): Nachruf auf einen Heimatdichter. In: Jahrbuch des Rhein-Sieg-Kreises 1998, 1997, S. 91–97. (online)
- Bad Honnef im Spiegel von Literatur und Realität. In: Heimatverein Siebengebirge (Hrsg.); Frieder Berres, Christian Kieß: Bad Honnef [Bildband]. Rheinlandia-Verlag, Siegburg 1997, ISBN 978-3-931509-46-0, S. 8–12.
- "Im Siebengebirge, dem Lieblingsaufenthalt meiner Kinderzeit ...": Engelbert Humperdinck und Honnef. In: Jahrbuch des Rhein-Sieg-Kreises 2000. Siegburg 1999, ISSN 0932-0377, S. 74–76.
- Bad Honnefer Wanderbuch. 5. Auflage, Verlag Buchhandlung Werber, Bad Honnef 2000.
- Bad Honnef am Rhein in alten Ansichten. Band 2, Europäische Bibliothek, Zaltbommel 2000, ISBN 90-288-6625-6.
- Erinnerungen an Trizonesien. In: Heimatverein Siebengebirge, Heinrich Blumenthal (Hrsg.): Aufbruch: Der Siebengebirgsraum 1945 bis 1955. Rheinlandia Verlag, Siegburg 2001, ISBN 3-935005-13-X, S. 53–70.
- Honnefer Spaziergänge. Verlag Buchhandlung Werber, Bad Honnef 2001, ISBN 3-8311-2913-4.
- Archivbilder Bad Honnef. Sutton Verlag, Erfurt 2004, ISBN 3-89702-718-6.
- Wolfgang Ruland (Hrsg.), Karl Günter Werber (Text): Bad Honnef [Bildband]. Wolfland Verlag, Bad Honnef 2007, ISBN 978-3-936414-25-7.
- Bad Honnef: Zeitsprünge. Sutton Verlag, Erfurt 2009, ISBN 978-3-86680-560-6.
- Zwei Frauenschicksale und ihre Spuren auf dem "Alten Friedhof" in Bad Honnef. In: Jahrbuch des Rhein-Sieg-Kreises 2010. Edition Blattwelt, Niederhofen 2009, ISBN 978-3-936256-36-9. (Inhaltsangabe)